# Luthers Bach Ensemble
Het Luthers Bach Ensemble (LBE) is in 2006 door artistiek leider Tymen Jan Bronda opgericht vanuit de wens meer Bach ten gehore te brengen op basis van een historisch geïnformeerde uitvoeringspraktijk. Al snel werd het repertoire uitgebreid met werken van Monteverdi tot Mozart.
Het LBE kleinkoor bestaat uit een vaste groep van een vijftiental (semi) professionele zangers die per jaar zo’n 20 concerten uitvoeren in Nederland en daarbuiten. Sinds de oprichting beschikt het LBE over een eigen barokorkest, geformeerd rond een kern van professionele musici zoals Robert Koolstra (continuo & artistiek advies), Joanna Huszcza (eerste viool, concertmeester), Robert de Bree (eerste hobo), Nika Zlatarić (violoncello), Silvia Jiménez Soriano (violone), Hugo Rodríguez Arteaga (fagot) en Bruno Fernandes (eerste trompet). 
Dirigenten van naam als Ton Koopman, Jos van Veldhoven, Peter Dijkstra en Erik Bosgraaf hebben in de afgelopen jaren hun medewerking verleend.
Het LBE stelt zich ten doel het publiek te betrekken bij de emotionele rijkdom en intense dramatiek van de barokmuziek, bijvoorbeeld door (semi-)scenische uitvoeringen. Dit sluit aan bij de opvattingen uit de tijd van Bach dat muziek via de emotie inzicht verschaft in essentiële aspecten van het leven.
De Lutherse Kerk in Groningen is de thuisbasis van het LBE. De kerkzaal van de Lutherse Kerk is een belangrijk podium voor kleinere ensembles en kamermuziek.  
In de kerkzaal staan twee kerkorgels: het van Oekelen orgel uit 1896 en een reconstructie van het Schnitger orgel uit 1699/1717. De komst van dit door Bernhardt Edskes in 2017 gebouwde replica Schnitger orgel was een belangrijke impuls voor muziekuitvoeringen van met name de (Bach-)cantates volgens de historische tradities. Daarvoor beschikt dit orgel ook over een extra vrijstaand continuo-manuaal, een voor Nederland unieke combinatie.

## Afbeeldingen

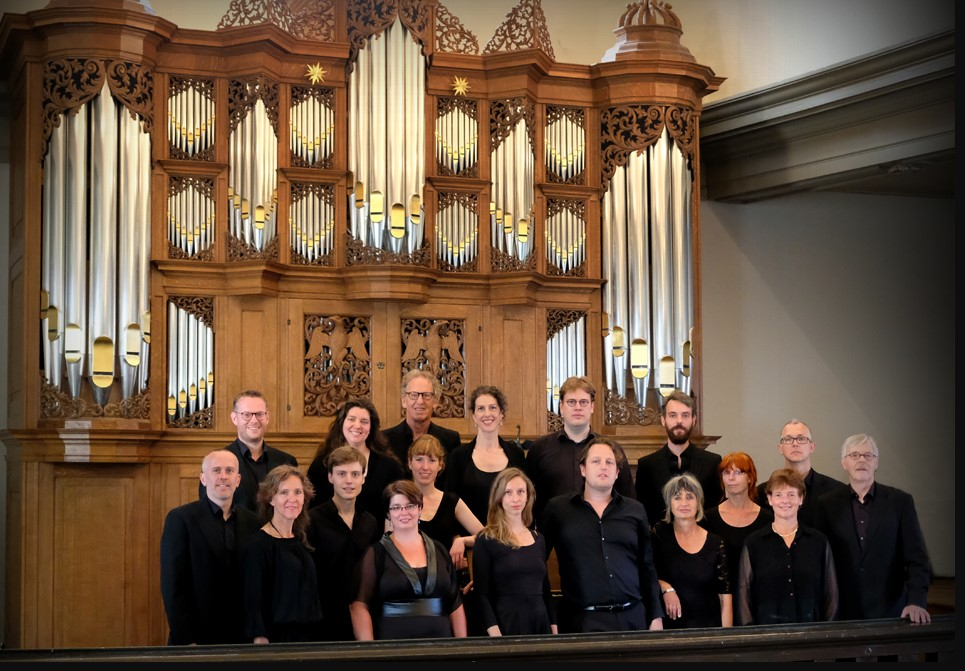
Luthers Bach Ensemble
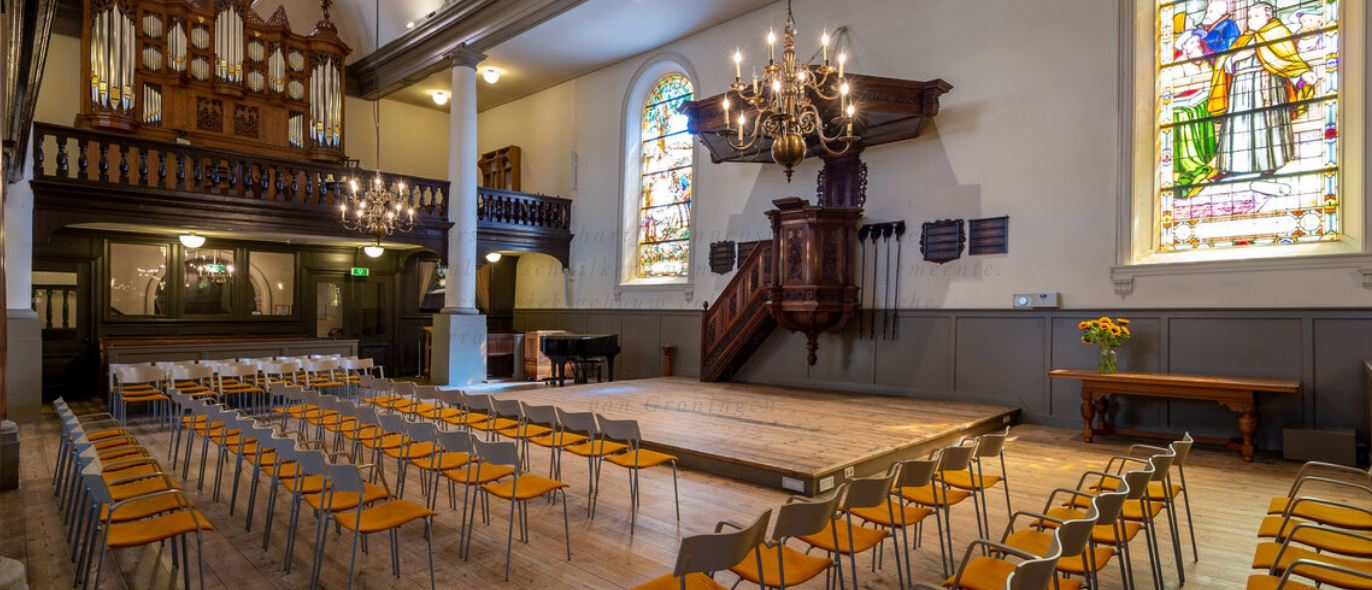
kerkzaal Lutherse Kerk Groningen